# Boris Mahon de Monaghan
Pour les articles homonymes, voir Mahon de Monaghan.
Boris Mahon de Monaghan, parfois abrégé en Boris Mahon  est un ancien footballeur qui évoluait au poste de défenseur latéral droit.
Il a notamment évolué à l’US Créteil-Lusitanos, de 2009 à 2016 puis de 2017 à 2018, et est avec 248 matchs le joueur plus capé de l’histoire du club.

## Carrière
En 1999, il intègre le centre de préformation de Châteauroux, pour deux ans.

### CS Sedan
Il ne dispute que trois matches avec l'équipe première du CS Sedan, à l'automne 2004, d'abord contre l'équipe amateur de Dieppe, où il remplace Serge-Alain Liri en prolongation, au terme d'un match riche en buts (3-3) qui s'achève par la qualification des verts et rouges. Il est rappelé en Championnat de L2, il porte alors le numéro 34, réservé aux joueurs de l'équipe B et dispute 25 minutes en remplacement de Laurent Gagnier. Il dispute également la toute fin de match du 8e tour de Coupe de France contre Feignies.

### US Orléans
Après sa formation, il a rejoint l'US Orléans.

### US Créteil puis Canet
À partir de la saison 2009-2010, il signe  avec l'équipe de National de US Créteil-Lusitanos, de retour en Ligue 2 en 2013. Après une saison passée en ligue 2 au Gazélec Ajaccio où il ne dispute que très peu de matchs, il revient à l'US Créteil-Lusitanos le 6 septembre 2017 et joue une nouvelle saison avec les cristoliens, un exercice qui se termine avec la relégation du club en National 2. À la fin du mois de septembre 2018, il s'engage avec le Canet Roussillon Football Club, évoluant en National 3, et réalise un beau parcours en Coupe de France,. À la suite de la saison 2020-2021 il rejoint le FC Albères Argelès ou il est titulaire indiscutable et y joue jusqu’en 2024 où il arrête sa carrière de footballeur.

### Reconversion
Il est depuis juillet 2024 le responsable technique de l’Avenir Football Catalan, club qui évolue en Régional 3.

## Palmarès
- Champion de France de National en 2013 avec l'US Créteil-Lusitanos.